# Lovro Sušić
Lovro Sušić (Mrkopalj, 9. kolovoza 1891. – Caracas, 8. siječnja 1971.), hrvatski političar iz redova Hrvatske stranke prave, kasnije Hrvatske seljačke stranke. Po izbijanju Drugog svjetskog rata u Jugoslaviji, pridružio se ustaškom pokretu.

## Životopis
Poslije osnivanja Banovine Hrvatske udaljava se od Vladka Mačeka i približava ustaškom pokretu pa nakon uspostave Nezavisne Države Hrvatske u travnju 1941. godine, postaje ministar narodnog gospodarstva u vladi NDH. Nakon sloma NDH u svibnju 1945. godine, napustio je zemlju i prešao u Austriju, odakle sudjeluje u organiziranju Kavranove akcije ubacivanja ustaške skupine u Jugoslaviju. Nakon neuspjeha te akcije u jesen 1948. godine, prešao je preko Rima u Španjolsku, no distancira se od Pavelića i odlazi 1951. godine u Caracas, Venezuela, gdje pomaže maloj skupini hrvatskih emigranata, ali izbjegava javne nastupe.